# 지르가

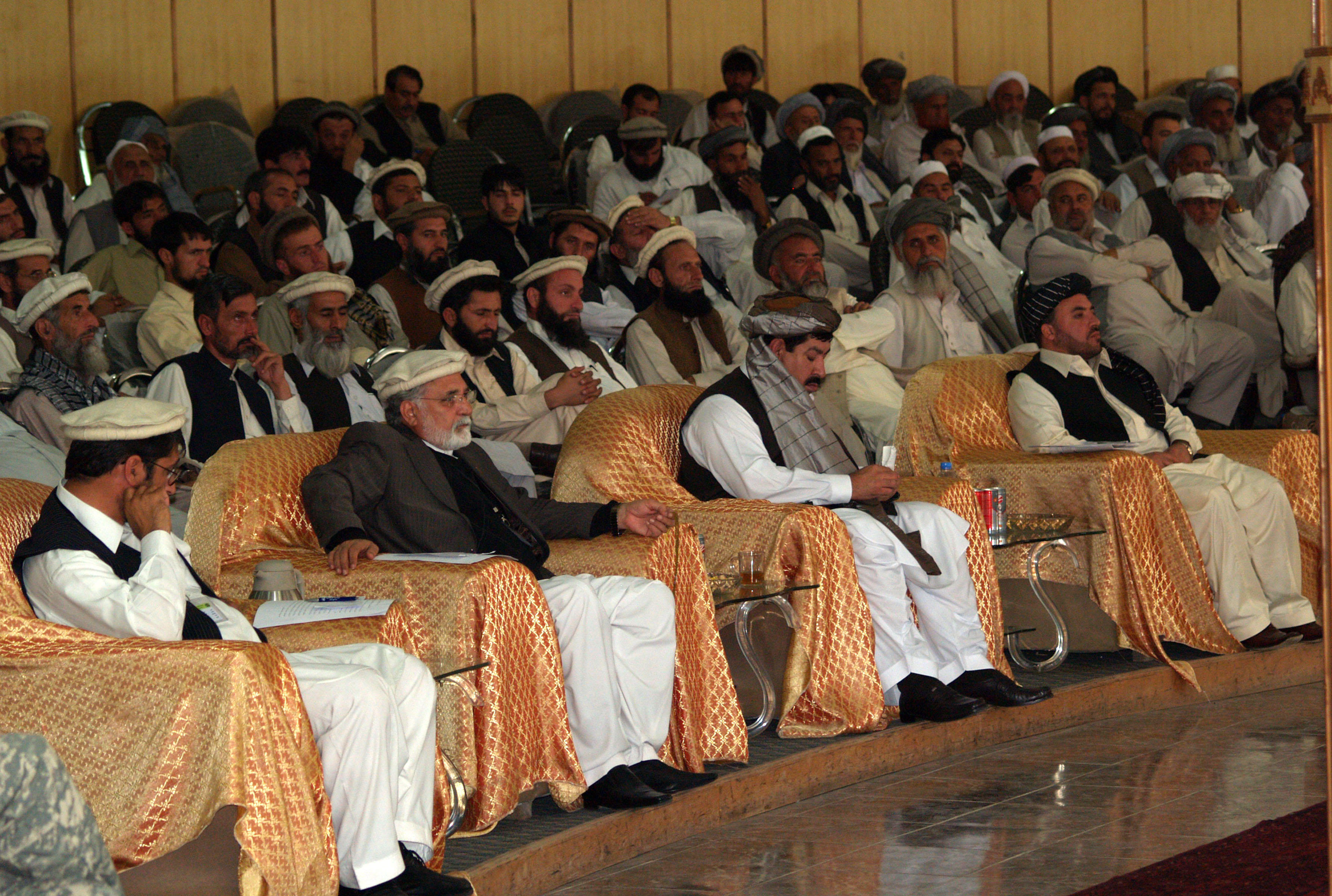

지르가(우르두어: جرگہ )는 아프가니스탄의 원로 부족회의이다. 아프가니스탄, 파키스탄의 파슈툰족을 포함한 여러 부족의 부족 원로들이 참여한다.
지르가는 파슈토어에서 온 말로 "평의회", "집회" 또는 "모임"을 의미한다. 또 고대 이란어로 "동료"를 뜻하는 낱말이다.

## 기능
부족 회의의 기능은 종종 개인간의 분쟁 상황에서 찾을 수 있는데, 이때 분쟁 해결 기구의 역할을 한다. 분쟁자들은 종교 지도자, 지역 유지 또는 중재 전문가("칸" 또는 "말릭")들 중에서 중재자를 선택한다. 중재자는 분쟁자들의 이야기를 듣고 지역의 원로들을 모아 지르가를 구성하는데, 이때 양측의 지지자들을 포함할 수 있도록 주의를 기울인다. 지르가가 사건을 논의하여 처리 방안을 결론지으면 중재자가 결론을 공표한다. 지르가의 결론은 반드시 따라야 한다.
지르가는 범죄 행위에 대해서 사법 기관(법원)의 역할을 하기도 한다. 일부 부족의 지역에서는 아직도 지르가가 사법 기관의 역할을 하고 있는 반면, 아프가니스탄과 파키스탄의 일부 정착지들에서는 공식 기관으로써의 법원이 그 역할을 대신하고 있다.
지르가는 파키스탄의 일부 부족 지역에서는 공식 법원의 위상을 갖는다. 중앙 정부가 임명한 주재관이 국경범죄단속법(Frontiger Crimes Regulation)을 통해 법과 질서를 유지하지만 실제 권력은 지르가에 있다. 정부의 주재관은 지르가의 도움으로 담당 부족 지역의 법과 질서를 유지한다. 지르가는 벌금형, 추방형과 간통의 경우는 석형 내지 사형을 내릴 수 있다.
신드 주 고등 법원은 비인도적인 양형, 특히 여성에 대한 비인도적인 양형을 선고한다는 이유로 2004년 4월에 지르가 개최를 금지하였지만 현재까지도 잘 지켜지지 않고 있다.
아프가니스탄과 파키스탄 남부 접경 지대의 알 카에다와 탈레반에 대한 최근의 군사 작전에서 지르가는 정부와 반군간의 중재 역할을 해왔다.

## 같이 보기
- 로야 지르가 - 주요 사안을 논의하는 대 의회.
- 월레시 지르가 - 아프가니스탄 의회의 하원
- 메시라노 지르가 - 아프가니스탄 의회의 상원.